# Honda CB 200
Die CB 200 ist ein Zweizylinder-Motorrad des japanischen Herstellers Honda, gebaut 1974 bis 1976. In Japan wurde sie 1973 vorgestellt, in Deutschland 1974 auf der IFMA in Köln.

## Motor
Der Motor basiert auf der in den USA sehr erfolgreichen CB 175.
Der um 8 Grad nach vorne geneigte luftgekühlte Zweizylinder-Viertaktmotor mit obenliegender Nockenwelle und einem Hubraum von 198 cm³ leistet 17 PS bei 9000/min. Das maximale Drehmoment von 13,9 Nm liegt bei 8000/min an. Die Gemischaufbereitung erfolgt durch zwei 20-mm-Keihin-Vergaser.
Der Motor wird durch eine Druckumlaufschmierung  mit Öl versorgt. Das Leistungsgewicht beträgt 7,8 kg/PS.
Durch den Hubzapfenversatz von 360 Grad ist der Motor ein sogenannter Parallel-Twin, d. h., die Kolben bewegen sich synchron auf und ab. Der Motor kann sowohl mit  Elektro- als auch Kickstarter gestartet werden.

## Getriebe und Kraftübertragung
Das Getriebe hat 5 Gänge. Die Kraftübertragung zum Hinterrad erfolgt über eine Rollenkette.

## Fahrwerk und Bremsen

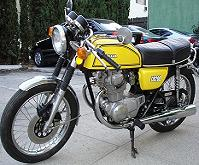
1976 Honda CB 200: Der tiefe Sportlenker ist nicht serienmäßig

Der Doppelschleifenrahmen ist aus Stahlrohr gefertigt. Vorn hat die CB 200 eine Teleskopgabel mit einem Federweg von 105 mm. Die Hinterradführung besteht aus einer Schwinge mit 2 Federbeinen, der Federweg beträgt 68 mm. Die Auslegung der fünffach verstellbaren Federbeine wurde als zu schwach kritisiert.
Die vordere Bremse ist eine mechanisch betätigte Einscheibenbremse. Am Hinterrad ist es eine Trommelbremse mit 130 mm Durchmesser.

## Weitere Informationen
Der Neupreis betrug 2998 DM. Die CB 200 war wegen ihrer Handlichkeit in den 1970er-Jahren eine gefragte Fahrschulmaschine. Mehr als 35 Jahre nach ihrem Erscheinen werden gebrauchte CB 200 nur noch vereinzelt angeboten. (Stand 2021)

## Technische Daten
| Kenngrößen                        | Honda CB 200 |                  |
| --------------------------------- | --- | ---------------- |
| Motor                             | Viertakt-Parallel-Twin |                  |
| Ventilsteuerung                   | obenliegende kettengetriebene Nockenwelle und Kipphebel                                                                   |                  |
| Gemischaufbereitung               | 2 Keihin-Vergaser |                  |
| Hubraum                           | 198 cm³ |                  |
| Bohrung × Hub                     | 55,5 × 41 mm |                  |
| Verdichtung                       | 9,0 : 1 |                  |
| Leistung                          | 17 PS (12,4 kW) bei 9000/min                                                                                              |                  |
| Maximales Drehmoment              | 13,9 Nm bei 8000/min |                  |
| Kühlung                           | Luft (Fahrtwind) | Luft (Fahrtwind) |
| Kraftübertragung                  | Primärkraftübertragung Zahnräder, Mehrscheibenkupplung im Ölbad, Fünfganggetriebe, Hinterradantrieb mit abgedeckter Kette |                  |
| Rahmen                            | Rohrrahmen, unten doppelt geführt                                                                                         |                  |
| Radaufhängung und Federung vorn   | hydraulisch gedämpfte Teleskopgabel, 105 mm Federweg                                                                      |                  |
| Radaufhängung und Federung hinten | Schwinge mit hydraulisch gedämpften Federbeinen, 67,8 mm Federweg                                                         |                  |
| Radstand                          | 1290 mm |                  |
| Länge                             | 1935 mm |                  |
| Reifen vorn/hinten                | 2,75–18/3,00–18 |                  |
| Bremsen vorn/hinten               | Scheibenbremse/Trommelbremse                                                                                              |                  |
| Leergewicht                       | 133 kg |                  |
| Höchstgeschwindigkeit             | ca. 120–130 km/h |                  |